# Imienin
Imienin (bia. Імянін) – wieś na Białorusi w obwód brzeskim, w rejonie drohiczyńskim. W okresie międzywojennym wieś była siedzibą gminy Imienin, która w 1928 r. została podzielona pomiędzy gminę Chomsk, a gminę Braszewicze. W 2009 roku wieś liczyła 681 osób